# Harald Salomon (konstnär)
Harald Salomon, född den 8 maj 1900 i Kristiania (nuvarande Oslo), död den 10 september 1990, var en norskfödd dansk skulptör och medaljgravör.
Harald Salomon var son till skofabrikanten Simon Marcus Salomon och Johanna Balla Eisenstein och från 1925 gift med Else Magnussen. Han kom till Danmark redan som barn. Salomon studerade konst för Anders Bundgaard 1916–1919 och skulptur för Einar Utzon-Frank vid Det Kongelige Danske Kunstakademi 1922–1928 samtidigt studerade han medaljkonst från 1925 för Gunnar Jensen från Den Kongelige Mønt. Efter studierna var han huvudsakligen verksam som medaljkonstnär men han utförde även porträtt, figur och djurskulpturer i brons och marmor. Han blev dansk medborgare 1927 och samma år anställdes han som undermedaljör vid Den Kongelige Mønt i Köpenhamn och 1933 efterträdde han Gunnar Jensen som chefsmedaljör efter dennes pensionering. Vid den tyska ockupationen av Danmark flydde Salomon till Sverige där han anställdes vid Rörstrands porslinsfabrik. Under sin tid i Sverige formgav han en serie kvinnofigurer i porslin. Vid krigssluter återvände han till Danmark och återupptog sin tjänst vid  Den Kongelige Mønt fram till sin pensionering 1968. Separat ställde han ut i Köpenhamn 1934 och han medverkade i en rad internationella utställningar. I Sverige medverkade han i Rörstrands utställningar 1944–1945. Salomon är representerad förutom i danska museer med medaljer och mynt vid bland annat myntkabinetten i Stockholm, Uppsala och Malmö.